# Červeno-zelená koalice (Norsko)
Červeno-zelená koalice je koalicí norských politických stran. Je tvořena stranami Strana práce (Arbeiderpartiet), Strana socialistické levice (Sosialistisk Venstreparti) a Strana středu (Senterpartiet). Tato koalice vznikla v roce 2005 jako silná alternativa k současné vládě.
Koalice zaznamenala velký úspěch v parlamentních volbách v září 2005, když získala 87 křesel ve 169členném Stortingu a vytvořila tak prostou většinu. Předpokládá se sestavení většinové vlády. Avšak jednotlivé strany koalice mají rozdílné názory na některé klíčové otázky  a otázkou zatím zůstává, zda se dokážou shodnout na jednotném postupu.
Toto volební vítězství je historickým okamžikem z několika důvodů:
- Strana práce dosud nikdy nebyla součástí koaliční vlády.
- Strana socialistické levice nebyla nikdy ve vládě a v historii nikdy nebyla nakloněna spolupráci se Stranou práce.
- Strana středu nikdy dříve nespolupracovala s levicovými stranami. V minulosti tvořila vládu s pravicovou konzervativní stranou ''Høyre'' a s Křesťanskou lidovou stranou (Kristelig Folkeparti).